# NGC 458
NGC 458 est un amas ouvert du Petit Nuage de Magellan situé dans la constellation du Toucan. 
Il a été découvert par l'astronome écossais James Dunlop en 1826.
L'âge de NGC 458 est estimé à (140 ± 30) millions d'années, sa métallicité à −0,70 [Fe/H], sa masse est égale à 1,26+0,58
 −0,73 × 105 {\displaystyle M_{\odot }} ou 0,26+0,21
 −0,22 × 105 {\displaystyle M_{\odot }} selon le modèle employé, et finalement sa luminosité est de 1,24+0,36
 −0,26 × 105 {\displaystyle L_{\odot }}.